# Елдридж (Айова)
Елдридж (англ. Eldridge) — місто (англ. city) в США, в окрузі Скотт штату Айова. Населення — 6726 осіб (2020).

## Географія
Елдридж розташований за координатами 41°38′21″ пн. ш. 90°34′48″ зх. д. / 41.63917° пн. ш. 90.58000° зх. д. (41.639267, -90.580112).  За даними Бюро перепису населення США в 2010 році місто мало площу 24,56 км², уся площа — суходіл.

## Демографія
Згідно з переписом 2010 року, у місті мешкала 5651 особа в 2213 домогосподарствах у складі 1576 родин. Густота населення становила 230 осіб/км².  Було 2296 помешкань (93/км²).
Расовий склад населення:
| - 96,8 % — білих - 0,5 % — чорних або афроамериканців - 0,5 % — азіатів - 0,2 % — корінних американців |

До двох чи більше рас належало 1,8 %. Частка іспаномовних становила 2,1 % від усіх жителів.
За віковим діапазоном населення розподілялося таким чином: 28,8 % — особи молодші 18 років, 60,1 % — особи у віці 18—64 років, 11,1 % — особи у віці 65 років та старші. Медіана віку мешканця становила 36,7 року. На 100 осіб жіночої статі у місті припадало 92,4 чоловіків;  на 100 жінок у віці від 18 років та старших — 88,1 чоловіків також старших 18 років.
Середній дохід на одне домашнє господарство  становив 79 785 доларів США (медіана — 57 750), а середній дохід на одну сім'ю — 92 347 доларів (медіана — 73 750). За межею бідності перебувало 6,7 % осіб, у тому числі 7,5 % дітей у віці до 18 років та 4,0 % осіб у віці 65 років та старших.
Цивільне працевлаштоване населення становило 2878 осіб. Основні галузі зайнятості: освіта, охорона здоров'я та соціальна допомога — 21,0 %, виробництво — 20,7 %, роздрібна торгівля — 9,1 %, фінанси, страхування та нерухомість — 9,0 %.